# Dullatur
Dullatur est un village situé dans le North Lanarkshire, en Écosse.